# 哈加达

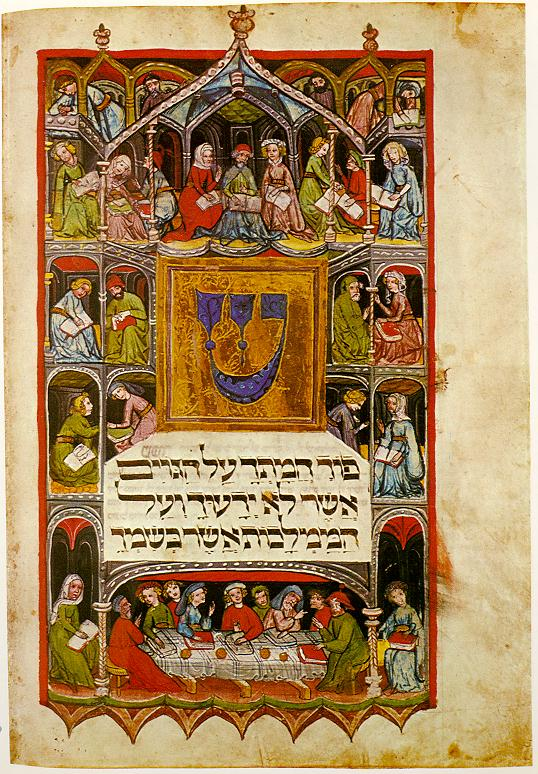
Illuminated Haggadah

哈加达（希伯來語：‎，拉丁化：Haggadah），是一种用来传述逾越节规定的犹太文本。“哈加达”一词源于“传说”这个希伯来字，原因是《哈加达》引用了大量希伯来圣经的经文，以及“拉比时期”针对出埃及往事所流传下来的传说、解释和典故。
犹太人经常根据《哈加达》来吃逾越节宴席、传述希伯来人从奴役到自由的历程，以及学习逾越节宴席中的礼仪。
目前所知最古老的《哈加达》版本出现于公元10世纪。时至今日，已有超过2500种不同的《哈加达》版本，分别记载了古今各地犹太人的各种独特风俗和礼仪。往往《哈加达》会配上许多艺术插图，目前在世界各地共有数百种不同的插画版《哈加达》，里面缀满了精美的艺术作品。由于其可读性高，哈加达成为了最受欢迎的犹太典籍之一。